# Edmund Biernacki

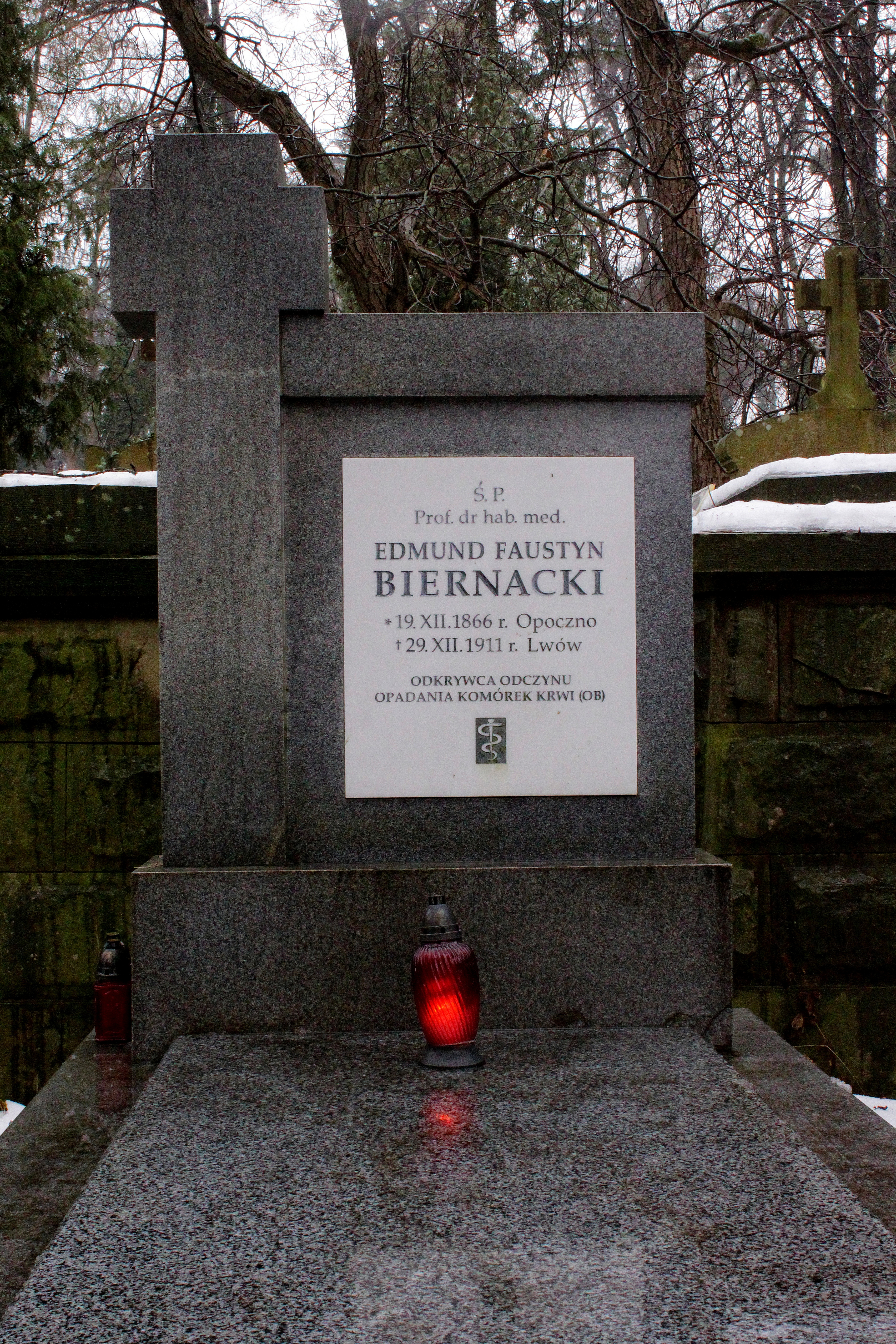

Edmund Faustyn Biernacki (ur. 19 grudnia 1866 w Opocznie, zm. 29 grudnia 1911 we Lwowie) – polski lekarz, patolog i neurolog, filozof medycyny, profesor nadzwyczajny Uniwersytetu Lwowskiego. Odkrywca wartości diagnostycznej szybkości opadania erytrocytów (odczyn Biernackiego) w 1897 roku. Brat fizyka Wiktora Biernackiego.

## Życiorys
Syn urzędnika Adolfa Poraj-Biernackiego i Joanny z Baranowskich. Uczęszczał do Męskiego Gimnazjum Rządowego w Kielcach i do Lubelskiego Liceum Męskiego, które ukończył w 1884. Studiował medycynę na Cesarskim Uniwersytecie Warszawskim, gdzie uzyskał w 1889 dyplom lekarza cum eximia laude. Wkrótce rozpoczął pracę naukową w zakładzie farmakologii u Łazara Thumasa. W 1888 Wydział Lekarski Uniwersytetu uhonorował Biernackiego złotym medalem za pracę Wpływ wprowadzonych pod skórę rozczynów solnych. W 1889 został mianowany ordynatorem kliniki chorób wewnętrznych. W październiku 1890 dzięki stypendium z Kasy im. Józefa Mianowskiego wyjechał w podróż naukową za granicę. W Heidelbergu pracował u Wilhelma Erba i Wilhelma Kühnego, w Paryżu u Jeana-Martina Charcota i Georges’a Hayema. Po powrocie do Warszawy został ordynatorem w klinice diagnostycznej Michaiła Zieńca.
Od 1902 mieszkał we Lwowie, w 1908 został profesorem nadzwyczajnym Uniwersytetu Lwowskiego. Latem wyjeżdżał do Karlsbadu, gdzie prowadził z sukcesem prywatną praktykę. Zmarł nagle, 29 grudnia 1911 roku, z powodu anewryzmu serca. Jego grób znajduje się na Cmentarzu Łyczakowskim we Lwowie.
Żonaty z Karoliną (Kazimierą Katarzyną) z Rudowskich z Rumoki. Mieli córkę Annę (ur. 1892), która została żoną prawnika i działacza społecznego Stanisława Bryły. Edmund miał dwóch braci, jeden z nich, Wiktor (1869-1918), był fizykiem, drugi, Józef (ur. 1871), był inżynierem w Kamieńskiem.

## Dorobek naukowy
Jako pierwszy zaobserwował związek między szybkością opadania krwinek w osoczu a ogólnym stanem organizmu. Do pomiaru szybkości opadania krwinek czerwonych skonstruował szklany cylinder pomiarowy.
Swoje prace ogłosił w latach 1894 i 1897 w języku polskim i niemieckim. W literaturze zagranicznej odkrycie testu przypisywane jest jednak Robertowi R.S. Fåhraeusowi, który czynił próby zastosowania OB jako testu ciążowego, oraz Alfowi V.A. Westergrenowi, który w 1921 opisał przyspieszone opadanie krwinek w gruźlicy.
Test, zwany odczynem Biernackiego (OB), jest wciąż popularnym badaniem. Bywa mylnie nazywany objawem Biernackiego. Wartości powyżej normy mogą wskazywać na obecność stanu zapalnego lub ewentualnego procesu nowotworowego.
Jest autorem pierwszego polskiego podręcznika hematologii. Opisał również objaw porażenia nerwu łokciowego w przebiegu kiły (objaw Biernackiego).
Zajmował się także filozofią medycyny i należał do polskiej szkoły filozofii medycyny.
W 2016 z inicjatywy profesorów Zbigniewa Dąbrowskiego i Aleksandra Skotnickiego wydano znaczek pocztowy upamiętniający Edmunda Biernackiego w serii Osiągnięcia Nauki Polskiej.

## Prace
- O własności środków przeciwfermentacyjnych wzmagania i wstrzymywania fermantacyi wyskokowej i o pewnéj zależności ich siły od budowy chemicznéj. Warszawa: dr. K. Kowalewskiego, 1887
- Wpływ wprowadzonych pod skórę rozczynów solnych (1888)
- Hypnoza u żab przy różnorodnych środkach; przyczynek do nauki o hypnotyzmie; badanie doświadczalne. Przegląd Lekarski 27, s. 167; 183; 197; 210; 224; 240 (1889)
- Przypadek hystero-neurastenii u mężczyzny. Kronika Lekarska 11, s. 1-13 (1890)
- Ueber die Eigenschaft der Antiseptica, die Alcoholgährung zu beschleunigen und über gewisse Abhängigkeit ihrer Kraft von der chemischen Baustructur, der Fermentmenge und der Vereinigung mit einander. „Pflügers Archiv European Journal of Physiology”. 49 (3), s. 112–140, 1891. DOI: 10.1007/BF01662157.
- Nowsze prace nad odpornością (immunitas) i leczeniem chorób zakaźnych. Gazeta Lekarska 12, s. 588; 610; 631 (1892)
- O nadczułości i bólach pochodzenia mózgowego. Gazeta Lekarska 13, s. 169; 198 (1893)
- Analgesia der Ulnarisstammes als Tabessymptom. Neurologisches Zentralblatt 12, s. 242-246 (1894)
- Afazya w świetle badań współczesnych: szkic literacko-krytyczny. Warszawa: Druk K. Kowalewskiego, 1894
- Blutbefunde bei der asiatischen Cholera. Centralblatt fur Bakteriologie, Parasitenkunde und Infektionskrankheiten 19, s. 15 (1896)
- Myelopathia endoarteriitica acuta, nebst Bemerkungen über die „Druckempfindungslähmung“. „Deutsche Zeitschrift für Nervenheilkunde”. 10 (3), s. 173-221, 1897. DOI: 10.1007/BF01668170.
- Die Aphasie im Lichte der neuesten Untersuchungsmethoden der Herz- und Lungenkrankheiten (1896)
- Die spontane Blutsedimentirung als eine wissenschaftliche und praktisch-klinische Untersuchingsmethode. Dtsch. Med. Wschr. 1897; 48: 769-772
- Über Wesen und Grenzen des Ärztlichen Wissens (1899)
- Istota i granice wiedzy lekarskiej. Warszawa: Drukarnia Granowskiego i Sikorskiego, 1899, seria: Biblioteka Dzieł Wyborowych nr 81. [dostęp 2017-05-09]. Brak numerów stron w książce
- Beobachtungen über die Glykolyse in pathologischen Zuständen, insbesondere bei Diabetes und functionellen Neurosen. Ztschr. f. klin. Med. 41, s. 332-356 (1900)
- Chałubiński i obecne zadania lekarskie: z powodu dziesiątej rocznicy śmierci Tytusa Chałubińskiego. Warszawa: skł. gł. w Księgarni J. Fiszera, 1900
- Die moderne Heilwissenschaft, Wesen und Grenzen des ärztlichen Wisens. Leipzig: B. G. Teubner, 1901
- Zasady poznania lekarskiego. Warszawa, 1902
- Pro domo mea: kartki z dziejów nauki polskiej. Warszawa, 1902
- W sprawie patologii i terapii nerwic czynnościowych / podał E. Biernacki (z powodu broszury Teodora Dunina: „Zasady leczenia neurastenii i histeryi”). Warszawa 1902
- Sprawność lecznicza żelaza. Przegląd Lekarski (1903)
- Sovremennaâ medicina, suščnost' i preděly vračebnago znanìâ. S.-Petersburg: V. V. Bitner, 1903
- Zarys patologii krwi. Warszawa: Druk K. Kowalewskiego, 1905. [dostęp 2017-05-09]. Brak numerów stron w książce
- Co to jest choroba?. Lwów: H. Altenberg; Warszawa: E. Wende, 1905. [dostęp 2017-05-09]. Brak numerów stron w książce
- W sprawie nawykowego zaparcia stolca. Przegląd Lekarski (1909)
- W sprawie terapii padaczki. Gazeta Lekarska (1910)
- Kochsalz und kaliumsalz. „Zeitschrift für experimentelle Pathologie und Therapie”. 8 (3), s. 685-694, 1911. DOI: 10.1007/BF02731163.